# Агропромышленная автомобильно-авиационная фабрика Стефана Тышкевича
Агропромышленная автомобильно-авиационная фабрика Стефана Тышкевича (пол. Rolniczo Automobilowo-Lotnicza Fabryka Stefana Tyszkiewicza, сокр. Ralf Stetysz) — упраздненная польская компания по производству автомобилей. Существовала с 1924 по 1929 год. Всего было произведено около 200 автомобилей.

## История

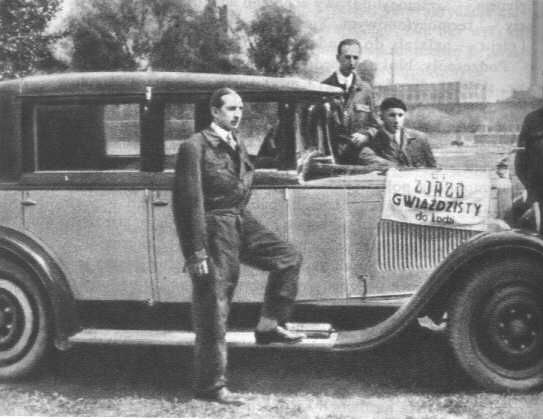
Автомобиль Stetysz и его Конструктор, Стефан Тишкевич, приблизительно 1926 год.

Ralf-Stetysz была одной из первых польских компаний по производству автомобилей. Компания была основана графом Стефаном Тышкевичем, изобретателем и инженером. Изначально производство автомобилей было начато во Франции, в Булонь-Бийанкуре, пригороде Парижа, но позже, в 1921 г. перенесено в Польшу, в Варшаву. Стефан Тишкевич разработал несколько прототипов автомобилей, взяв за основу современные, на тот момент, французские модели автомобилей, которые хорошо подходили для плохих польских дорог того времени. Полностью был завершен один прототип с усиленной подвеской, блокируемым задним дифференциалом и мощным двигателем производства фирмы Continental. Автомобиль был представлен на Парижском автосалоне в 1926 и 1927 годах, где получил положительные отзывы. Прототип оказался удачным, и в 1927 году Тышкевич наладил сотрудничество с варшавской машиностроительной компанией K. Rudzki i S-kaPL, для подготовки серийного производства машины под брендом Stetysz. Компания K. Rudzki i S-ka производила все узлы и агрегаты автомобиля, а также выполняла сборку машин. Кузов же изготовлялся польской авиационной компанией Plage i LaśquiewiczPL в Люблине. 11 февраля 1929 года Stetysz был полностью разрушен пожаром, а также огнем была уничтожена партия уже завершенных и готовых к отправке покупателям автомобилей. Убыток составил 1,5 млн злотых. Тышкевич хотел возродить предприятие, но его не поддержали акционеры фирмы K. Rudzki & S-ka, которая, в основном, специализировалась мостов. В результате, Стефан Тышкевич упразднил производство автомобилей под собственным брендом и сосредоточился на импорте автомобилей FIAT и Mercedes.

## Автомобили

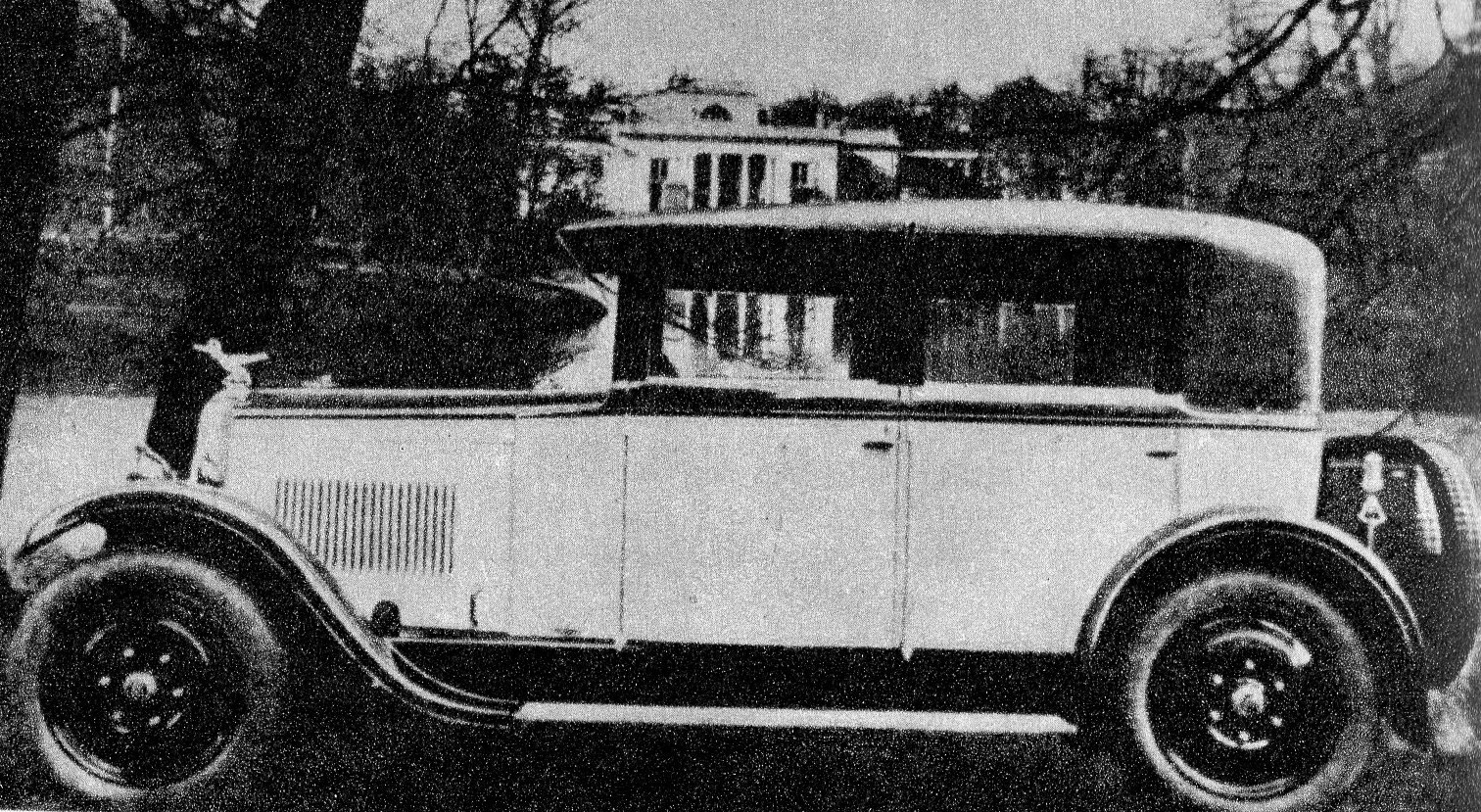
Прототип автомобиля Stetysz в Лазенках, Варшава, 1928 г.

В 1929 году Ralf-Stetysz запустил в производство две модели автомобилей, доступных для покупателя в нескольких комплектациях:
- Stetysz TA, с 4-цилиндровым двигателем Continental, объемом 1500 см3
- Stetysz TC, с 6-цилиндровым двигателем Continental, объемом 2760 см3.

Обе модели были представлены на международной выставке в ПознанеPL. Первая партия, была выпущена в количестве 200 автомобилей, и оказалась успешной, и их дальнейшее производство имело неплохие перспективы. Автомобили продавались под лозунгами: «первый польский автомобиль» и автомобиль «идеальный для бездорожья». Автомобиль принимал участие в многочисленных автомобильных гонках, в том числе в ралли Монте-Карло в 1929 году, где он хорошо стартовал и первым прибыл в Париж, однако, около Лиона снялся с гонки и не финишировал вследствие болезни и госпитализации штурмана.